# It Pays to Advertise
Pour l’article homonyme, voir It Pays to Advertise (film, 1919).
Pour plus de détails, voir Fiche technique et Distribution.
It Pays to Advertise est un film américain réalisé par Frank Tuttle, sorti en 1931.

## Fiche technique
- Titre : It Pays to Advertise
- Réalisation : Frank Tuttle
- Scénario : Ethel Doherty et Arthur Kober d'après la pièce de Roi Cooper Megrue et Walter C. Hackett
- Photographie : Archie Stout
- Pays d'origine :  États-Unis
- Format : Noir et blanc
- Genre : comédie
- Dates de sortie : 
  - États-Unis : 19 février 1931

## Distribution
- Norman Foster : Rodney Martin
- Carole Lombard : Mary Grayson
- Richard 'Skeets' Gallagher : Ambrose Peale
- Eugene Pallette : Cyrus Martin
- Lucien Littlefield : Adams
- Louise Brooks : Thelma Temple
- Morgan Wallace : L.R. McChesney
- Tom Kennedy : Perkins
- John Sinclair : Laveur de vitres
- Mischa Auer : (non crédité)
- Irving Bacon : Photographe (non crédité)